# Dvorac Cernik
Dvorac Cernik smješten je u općini Cernik, u Brodsko-posavskoj županiji.
Na mjestu dvorca se u srednjem vijeku spominje tvrđava, prvi put 1372. godine. Cernikom vlada obitelj Deževački sve do dolaska Turaka 1536. godine. Za turske okupacije Slavonije, Cernik je sjedište cerničkog sandžaka i kadiluka u sklopu Bosanskog elajeta.
Nakon oslobođenja, prvi je vlasnik tvrđave krajiški pukovnik Maksimilijan Petraš, koji je 1707. stekao Cernik radi vojnih zasluga. Petraš je dao porušiti staru tvrđavu i sagraditi novi dvorac. Novi je dvorac sagrađen na temeljima starog zdanja, a ponovljen je i nekadašnji pravokutni tlocrtni oblik s četiri ugaone kule.
Godine 1753. od Petraša je dvorac kupio Marko pl. Marković, u čijoj će obitelji dvorac ostati sve do sredine 19. stoljeća. Obitelj Marković obnovila je dvorac u baroknom stilu 1756. godine, kako o tome svjedoči grb plemićke obitelji nad ulazom u dvorac i inicijalima tadašnjeg vlasnika Ignaca Markovića. Iako je dvorac zadržao prostornu koncepciju nekadašnje tvrđave, vanjska pročelja dobila su baroknu dekoraciju. Posljednjih 150 godina dvorac je često mijenjao vlasnike, a posljednji su bili Kulmeri.

## Vanjske poveznice
- Cernik – dvorac koji je kroz prošlost imao puno gospodara
- Kulturni turizam u dvorcu Kulmer–Marković u Cerniku